# 2,6-Di-tert-butyl-4-nitrophenol
2,6-Di-tert-butyl-4-nitrophenol ist eine aromatische Verbindung; es ist ein Phenolderivat mit zwei tert-Butylgruppen und einer Nitrogruppe als Substituenten. Es ist ein gelbes kristallines Pulver, das in organischen Lösungsmitteln relativ löslich ist, in Wasser aber unlöslich.

## Vorkommen
Es wird unter anderem an Bord von U-Booten als Verunreinigung gefunden, wo es durch Nitrierung eines Antioxidans (2,6-Di-tert-butylphenol) im Turbinenöl entstehen kann.

## Verwendung
Bei der DIN EN ISO 105-X18 werden mit 2,6-Di-tert-butyl-4-nitrophenol getränkte Papiertücher mit einem Probekörper in Kontakt gebracht, um Hinweise auf eine zu erwartende Vergilbung durch Phenole zu bekommen.